# Bolitoglossa aureogularis
Bolitoglossa aureogularis es una especie de salamandras en la familia Plethodontidae.
Es endémica de la vertiente caribeña de la Cordillera de Talamanca (Costa Rica).